# Помпа Клавдія Якимівна
Клавдія Якимівна Помпа (нар. 26 січня 1936, селище Решетилівка, тепер Решетилівського району Полтавської області) — українська радянська діячка, дільничний лікар дитячої лікарні № 2 міста Дніпропетровська. Депутат Верховної Ради УРСР 10—11-го скликань.

## Біографія
Освіта вища. Закінчила Харківський державний медичний інститут.
У 1960—1965 роках — лікар Пирятинської районної лікарні Полтавської області.
З 1965 роках — лікар, завідувачка дільниці, з 1975 року — дільничний лікар дитячої лікарні № 2 міста Дніпропетровська.
Потім — на пенсії в місті Дніпропетровську (Дніпрі).

## Нагороди
- ордени
- медалі